# Rainer Wolfgang Schickele
Rainer Wolfgang Schickele (geboren 27. Juli 1905 in Berlin; gestorben 14. August 1989 in Berkeley) war ein deutschamerikanischer Agrarökonom.

## Leben
Rainer Wolfgang Schickele war ein Sohn des Schriftstellers René Schickele (1883–1940) und der Anna Brandenburg (1882–1973), der älteren Schwester des Schriftstellers Hans Brandenburg. Sein Bruder Hans Schickele (1914–2001) wurde in den USA Architekt.
Schickele wuchs in Barmen, Paris, in Fürstenberg/Havel, Berlin und Badenweiler auf und machte 1924 am Realgymnasium Freiburg das Abitur. Er studierte Agrarökonomie an der Landwirtschaftlichen Hochschule Berlin und wurde 1931 bei Friedrich Aereboe promoviert. Er ging als Stipendiat in die USA und studierte als Postdoc an der Iowa State University, am Institute of International Education und an der Brookings Institution. Wegen der Machtübergabe an die Nationalsozialisten 1933 kehrte er nicht mehr nach Deutschland zurück. Schickele heiratete 1934 die Physikerin Elizabeth Wilcox (1908–1996), der Sohn Johann Peter Schickele (1935–2024) wurde Komponist, der Sohn David George Schickele (1937–1999) wurde Musiker und Filmregisseur.
Schickele wurde 1934 Dozent am Agrarwissenschaftlichen Institut der North Dakota State University (NDSU) in Fargo, das er von 1947 bis 1957 als Direktor leitete. Parallel dazu lehrte er an der Iowa State University und an der George Washington University. 1954 ging er als Direktor der Abteilung der Land- und Wasserentwicklung zur FAO nach Rom. Von 1965 an arbeitete beim Agricultural Development Council der UNO in New York, der ihn 1967 bis zu seiner Pensionierung nach Ceylon abordnete. Nach seiner Rückkehr 1970 hatte er in den nächsten Jahren noch Gastprofessuren in den USA inne. Die American Agricultural Economics Association verlieh ihm 1971 eine Ehrenmitgliedschaft.

## Schriften (Auswahl)
- Rainer Schickele: Dichterkinder – II. Uninteressant. In: Der Querschnitt, Band 9 (1929), Nr. 3 (März), S. 158–160 (autobiografisch)
- Untersuchungen über die Formen der Weidewirtschaft in den Trockengebieten der Erde. Probleme der Weltwirtschaft. 53. Jena: Fischer, 1931. Berlin, LaH., Diss.
- Effects of Tenure Systems on Agricultural Efficiency, in: Journal of Farm Economics, 1941, S. 185–207
- Society and the Masses, in: The American Journal of Economics and Sociology, 1942, Band 2, S. 65–79
- Objectives of Land Policy, in: John F. Timmons, William G. Murray (Hrsg.): Land problems and policies. Ames, Iowa: Iowa State College Press, 1950, S. 5–30
- Farmers Adaptions to Income Uncertainty, in: Journal of Farm Economics, 1950, S. 356–374
- Agricultural Policy. Farms Programs and national welfare. New York: McGraw-Hill, 1954
  - Tratado de política agrícola. Übersetzung Carlos Fernández. México; Buenos Aires: Fondo de cultura económica, 1962
- Agrarian Revolution and economic progress : A primer for development. New York: Praeger, 1969